# Leo Menardi (regista)
Leo Menardi (Torino, 20 novembre 1903 – Roma, 11 dicembre 1954) è stato un regista e sceneggiatore italiano.

## Biografia
Il più importante film da lui diretto rimane La moglie in castigo (1943). Di altre sue pellicole curò anche la sceneggiatura, come Luisa Sanfelice (1942) e Il paese senza pace (1943) .

## Filmografia

### Regista
- Luisa Sanfelice (1942)
- L'avventura di Annabella (1943)
- Il paese senza pace (1943)
- La moglie in castigo (1943)

### Sceneggiatore
- La lanterna del diavolo, regia di Carlo Campogalliani (1931)
- Una notte con te, regia di Emmerich Wojtek Emo e Ferruccio Biancini (1932)
- Il caso Haller, regia di Alessandro Blasetti (1933)
- Frutto acerbo, regia di Carlo Ludovico Bragaglia (1934)
- Luisa Sanfelice, regia di Leo Menardi (1942)
- L'avventura di Annabella, regia di Leo Menardi (1943)
- Il paese senza pace, regia di Leo Menardi (1943)

### Direttore di produzione
- La gondola delle chimere, regia di Augusto Genina (1936)
- Un'avventura di Salvator Rosa, regia di Alessandro Blasetti (1939)
- Fortuna, regia di Max Neufeld (1940)
- La famiglia Brambilla in vacanza, regia di Carl Boese (1941)
- La corona di ferro, regia di Alessandro Blasetti (1941)
- Era lui, si, si!, regia di Marcello Marchesi e Vittorio Metz (1951)